# 부춘동
부춘동(富春洞)은 대한민국 충청남도 서산시의 동이다.

## 개요
부춘동은 동쪽으로는 동문동, 서쪽으로는 인지면, 남쪽으로 석남동, 북쪽으로는 성연면과 접해 있다. 부춘산(해발 197m)을 정점으로 하여 16통의 도시지역인 읍내동과 4개통의 농촌 지역인 갈산동으로 이루어진 전형적인 도.농 복합지역이다. 태안 해안국립공원(국도 제32호선)과 대산 임해공업 단지(국도 제29호선)를 통과하는 관문 요충지이다. 교육, 문화, 체육(도서관, 문화회관, 문화원, 종합운동장)의 중심지이다.

## 연혁
- 1910년 : 군내면, 대사동면, 율곳면, 오산면 설치
- 1914년 : 군내면, 대사동면, 율곳면, 오산면 4개 면을 통합해 서령면을 설치
- 1917년 : 서산면으로 개칭
- 1942년 10월 1일 : 서산면이 서산읍으로 승격[2]
- 1973년 7월 1일 : 인지면 갈산리를 편입[3]
- 1989년 1월 1일 : 서산읍이 서산시로 승격되면서 부춘동 설치[4]
- 1995년 1월 1일 : 서산시와 서산군이 통합되어 서산시가 됨.[5]

## 법정동
- 읍내동
- 갈산동

## 교육
- 부춘초등학교
- 학돌초등학교
- 부춘중학교
- 서산교육지원청

## 아파트
| 단지명              | 건설사              | 시행사              | 주소                    | 입주        | 비고 |
| ------------------- | ------------------- | ------------------- | ----------------------- | ----------- | ---- |
| 서산 세창리베하우스 | 세창㈜              | 세창㈜              | 갓고개길 14 (갈산동)    | 2002년 4월  |      |
| 서산읍내 현대       | 현대산업개발        | 현대산업개발        | 호수공원6로 19 (읍내동) | 2000년 5월  |      |
| 서산읍내 롯데캐슬   | 롯데건설            | 태양건설㈜          | 안견로 365-10 (읍내동)  | 2006년 10월 |      |
| 읍내동 대림         | 동신주택㈜ 대림산업 | 동신주택㈜ 대림산업 | 부춘2로 47 (읍내동)     | 1994년 12월 |      |
| 읍내동 동신         | 동신주택㈜          | 동신주택㈜          | 문화로 131 (읍내동)     | 1994년 12월 |      |
| 서산읍내 부영       | 동광주택산업㈜      | 부영㈜              | 부춘1로 19 (읍내동)     | 1996년 2월  |      |